# 古德爾冰川 (埃爾斯沃思地)
古德爾冰川（英語：Goodell Glacier），是南極洲的冰川，位於埃爾斯沃思地，全長9公里，流經弗萊徹半島，由美國南極名稱諮詢委員會命名，現時由南極條約體系管理。